# 原中最秘抄
『原中最秘抄』（げんちゅうさいひしょう）は、南北朝時代に成立した河内方による『源氏物語』の注釈書である。

## 概要
上下2巻。源親行によって著された『水原抄』をもとに、親行の子源義行（聖覚）や義行の子行阿という河内方によって代々、加筆・増補され、1364年に、行阿によってまとめられた。書名は、「『水原抄』中の最も秘たる部分を抄録して諸家の説を加えた」という意味で、「原中」（『水原抄』の中で）、「最秘抄」（最も秘とする抄）。秘伝書の形態をとった『源氏物語』の注釈書は、『河海抄』に対する秘伝書とされる『珊瑚秘抄』など、この後数多く作られることになったが、本書はその中では最も古い時期に成立したものである。本書の奥書において、『源氏物語』についての河内方の教えは「『源氏物語』54帖（河内本『源氏物語』）、『水原抄』54巻、『原中最秘抄』上下2巻と文書化されない口伝から構成される」としている。
源光行が『源氏物語』についての疑問点を解決するために、息子の源親行を藤原定家の下に遣わし教えを請うたことなど、河内方の学説形成の一端を明らかにするような記述も存在する。ただし、もとは自家の説でないものを、河内学派伝来の説であるかのように改竄する姿勢も見られ、注意を要する。多くの逸書や多数の有職者が掲載されており、文化史の資料としても注目されている。
本文は、2種類あり、耕雲明魏の手によって抄出された略本系統と、広本（完本とも言う）系統がある。略本系統は『群書類従』におさめられ、日本古典文学影印叢刊（貴重書刊行会）などにも収載されている。広本系統は『源氏物語大成』に収載のもののほかに、国立歴史民俗博物館蔵貴重典籍叢書（臨川書店）が出版されている。

## 翻刻本
- 『源氏物語大成 13 資料篇』池田亀鑑編著（中央公論社）（阿波文庫本）